# Bahnstrecke Madrid Junction–Number 6
| Streckenlänge: | 9 km                |                      |                      |
| Spurweite: | 610 mm (2-Fuß-Spur) |                      |                      |
| Zweigleisigkeit: | –                   |                      |                      |
| |                     |                      |                      |
| Gesellschaft: | SR&RL               |                      |                      |
| \| \| \| von Farmington \| \| \| \| 0 \| Madrid Junction ME \| Madrid Junction ME \| \| \| \| nach Marbles \| \| \| \| 3 \| Brackett Junction ME \| Brackett Junction ME \| \| \| \| nach Grays Farm \| \| \| \| 9 \| Number 6 ME \| Number 6 ME \| |                     |                      |                      |
| Strecke (außer Betrieb) |                     | von Farmington       | von Farmington       |
| Bahnhof (Strecke außer Betrieb) | 0                   | Madrid Junction ME   | Madrid Junction ME   |
| Abzweig geradeaus und nach rechts (Strecke außer Betrieb) |                     | nach Marbles         | nach Marbles         |
| Dienststation / Betriebs- oder Güterbahnhof (Strecke außer Betrieb) | 3                   | Brackett Junction ME | Brackett Junction ME |
| Abzweig geradeaus und nach rechts (Strecke außer Betrieb) |                     | nach Grays Farm      | nach Grays Farm      |
| Betriebs-/Güterbahnhof Streckenende (Strecke außer Betrieb) | 9                   | Number 6 ME          | Number 6 ME          |

Die Bahnstrecke Madrid Junction–Number 6 ist eine Eisenbahnstrecke in Maine (Vereinigte Staaten). Sie ist rund neun Kilometer lang. Die Strecke war in der Spurweite von zwei Fuß (610 mm) gebaut und ist vollständig stillgelegt.
Nach Eröffnung der Strecke Phillips–Rangeley durch die Phillips and Rangeley Railroad 1890 entstand der Wunsch, einige Holzfällercamps am südlichen Arm des Sandy River an die Bahn anzubinden. Aus diesem Grund wurde 1902 die Madrid Railroad gegründet. Die Strecke zweigte in Madrid Junction von der Phillips&Rangeley ab und führte südwestwärts entlang des Sandy River bis Weld Township. Der Endbahnhof wurde schlicht Number 6 genannt, da sich das Holzfällercamp mit dieser Nummer dort befand. Die Strecke ging am 11. Mai 1903 in Betrieb. Die Betriebsführung oblag von Anfang an der Phillips&Rangeley. 1908 übernahm die Sandy River and Rangeley Lakes Railroad die Bahn, die ihrerseits von 1911 bis 1923 in Besitz der Maine Central Railroad war.
Die Strecke diente hauptsächlich dem Abtransport von Holz sowie dem Transport der Holzfäller zu den jeweiligen Camps. Am 8. Juli 1932 stellte die Bahngesellschaft den Gesamtbetrieb auf ihrem Streckennetz ein. Ein Teil der Strecken wurde zwar im darauffolgenden Jahr wiedereröffnet, die Madrid Railroad jedoch nicht. Die Bahnstrecke Madrid Junction–Number 6 wurde 1934 abgebaut.